# U-FLY Alliance
U-FLY Alliance (vereinfachtes Chinesisch: 优行联盟; traditionelles Chinesisch: 優行聯盟) ist die weltweit erste Luftfahrtallianz von Low-Cost-Carriern, die im Januar 2016 zwischen den Fluggesellschaften HK Express, Lucky Air, Urumqi Air und China West Air gegründet wurde.
Alle vier Gründungsfluggesellschaften sind der HNA Group angeschlossen, mit Schwerpunkt Hongkong, Festlandchina und Südostasien. Der südkoreanische Low-Cost-Carrier Eastar Jet trat der Allianz am 27. Juli 2016 bei.

## Geschichte
U-FLY Alliance wurde am 18. Januar 2016 auf einer Pressekonferenz in Hongkong vorgestellt. Die Gründungsmitglieder gehören zum chinesischen Mischkonzern HNA Group. Die Allianz ist jedoch nach außen hin nicht mit der Gruppe verbunden und steht auch außenstehenden Fluggesellschaften offen.
Die Allianz wurde aus verschiedenen Gründen ins Leben gerufen. Durch die unterschiedlichen Regularien der chinesischen Provinzen ist eine Fusion von Fluggesellschaften aus verschiedenen Regionen schwierig. Die Allianz ermöglicht so kleineren Fluggesellschaften eine Expansion, ohne ein provinzübergreifendes Unternehmen zu werden. Ein weiterer Grund für die Allianzbildung ist die lokale Identität der Fluggesellschaften. Die Regionen der jeweiligen Standorte sind dann eher bereit, sich für das Unternehmen einzusetzen.
Bis 2020 will die Allianz auf eine Flotte von über 218 Flugzeugen zugreifen können. Dabei stammen jeweils 60 Flugzeuge von Lucky Air und West Air auf 60. 50 Flugzeuge sind im Besitz der HK Express, die restlichen 48 gehören Urumqi Air.
Im Jahr 2017 konnte U-Fly Alliance mit 129 Flugzeugen eine Kapazität von 44 Millionen Sitzplätze anbieten.

## Mitglieder
Seit September 2016 sind folgende Fluggesellschaften Mitglieder der U-Fly Alliance:
| Fluggesellschaft | Beitrittsdatum |
| ---------------- | -------------- |
| Eastar Jet       | 27. Juli 2016  |
| HK Express       | 18. Jan. 2016  |
| Lucky Air        | 18. Jan. 2016  |
| Urumqi Air       | 18. Jan. 2016  |
| China West Air   | 18. Jan. 2016  |